# Cross River
För andra betydelser, se Cross River (olika betydelser).
Cross River är en delstat i sydöstra hörnet av Nigeria, vid Biafrabukten. Den gränsar i öster till Kamerun. Delstaten var fram till 1967 en del av Eastern Region, och gick mellan 1967 och 1976 under namnet South-Eastern State. Den inkluderade fram till 1987 Akwa Ibom, som då bildade en egen delstat. Delstaten är namngiven efter floden Cross.
I Cross River idkas betydande jord- och skogsbruk; bland annat odlas jams, kassava, taro och majs för inhemsk förbrukning, och palmolja, palmkärnor, kakao och gummi för export. Fiske, bland annat räkfiske, är viktigt längs kusten. Industrin omfattar bland annat produktion av livsmedel och cement.